# Mahalina
Mahalina (ook wel Misorolava) is een plaats in Madagaskar gelegen in het district Antsiranana II van de regio Diana. In 2001 telde de plaats bij de volkstelling 2217 inwoners.
95% van de bevolking is landbouwer. Het belangrijkste gewas is rijst, maar bananen en kokosnoten komen ook voor. 5% van de bevolking voorziet in levensonderhoud via visserij.